# 野猫

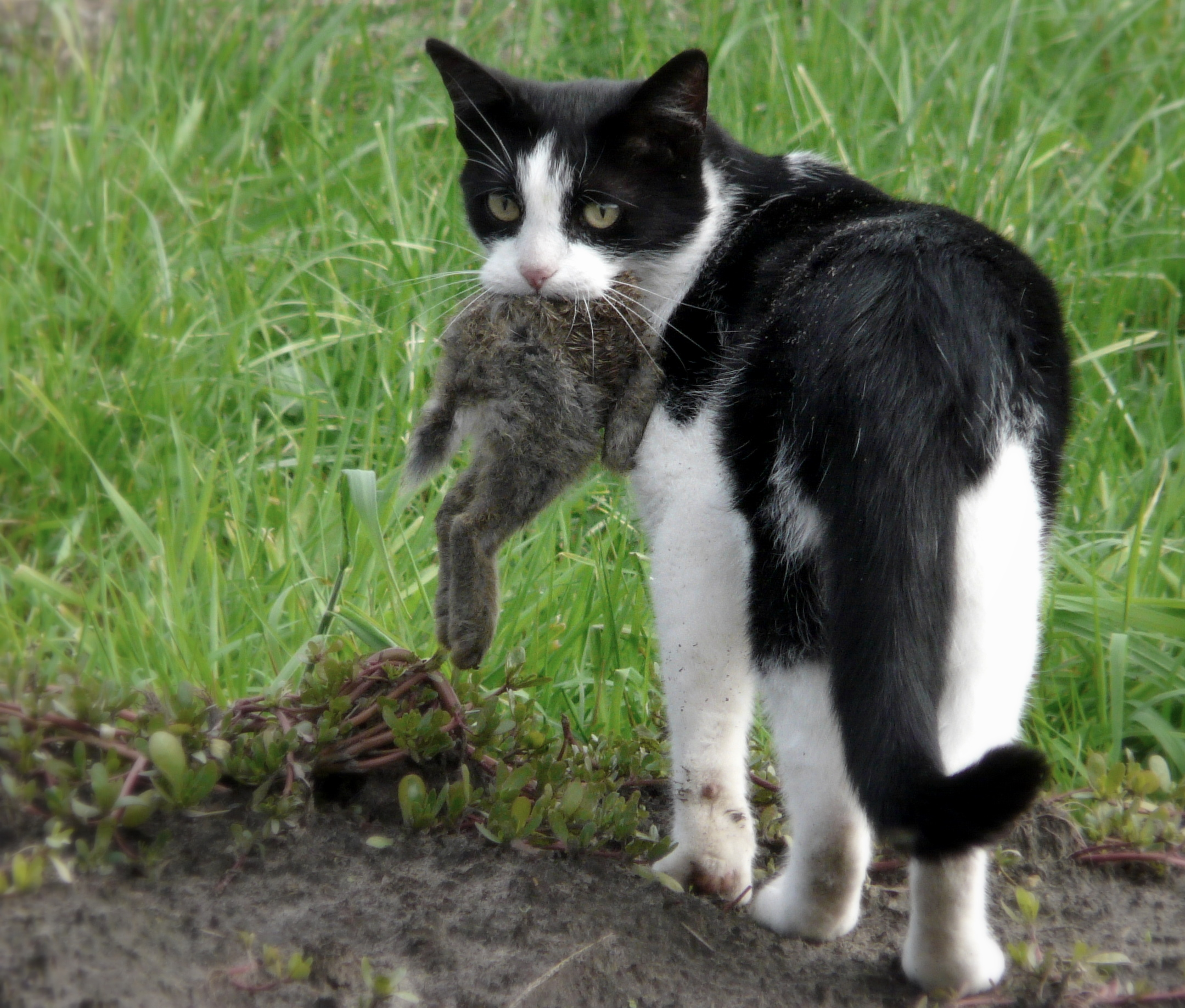
ウサギを捕食するイエネコ（飼い猫）

野猫（のねこ）とは、野生化したネコ（イエネコ）である。しばしば片仮名でノネコと書かれる。生物学上は野良猫もノネコも同じ種でありイエネコである。この語は、元来は鳥獣保護法の狩猟に関して使用される語であったが、近年は在来種保護の目的で、野生化したネコを捕獲する際にも援用されることが多い。
ノネコという呼称は、飼い主がおらず、無主物となっている猫のうち、狩猟可能なものとして「山野に自生いたしまして、野山におるというのを、のら犬、のらネコ等と区分いたしまして、この場合ノイヌ、ノネコと称しまして狩猟鳥獣に入れておるわけでございます」（第43回国会　衆議院　農林水産委員会　第17号）と区分している鳥獣保護法においての用語であり、動物としては同じである。

## 概要

### 野猫と野良猫
野猫（ノネコ）と野良猫（ノラネコ）は、同じ野生動物だが、捕獲が可能かどうかで区別をする場合、野猫と野良猫は区別される。この場合の野猫の定義は、人間の生活圏への依存が全くみられない、山野に自生するものとされる。この語に対して留意すべきことは、ノネコという分類があるわけではないという点である。ネコは飼い猫（飼養動物：所有者あり）と野良猫（野生動物：所有者無し）に分類されこの２つは飼養と野生という別のものである。野良猫は野生動物であり原則捕獲はできないが、野良猫のうちの「山野に自生し野山におる」ものだけを狩猟免の上でその他法に従えば捕獲してよいとする枠組みをノイヌ・ノネコと称する、鳥獣保護法下の用語である。
野猫（ノネコ）と野良猫（ノラネコ）の両者に遺伝的な違いは全くなく、人間の関与、主に食生活によって区別するとされるが、人間の関与が不明の場合は解剖でもしない限り個体による判別は困難とされる。両者は生物分類上はいずれもイエネコで厳密な区別はなく、人間が関与するかどうかという生活圏の違いで区別される。しかし野良猫がその本来の習性に則って野猫のように狩りをしたとしても、それをもってその個体が野猫であるということにはならない。「ノイヌ、ノネコ以外の犬、ネコを狩猟すれば違反」と国が示している傍らその判別が困難であるため、ノイヌ、ノネコを狩猟鳥獣から削除すべきという見解もあるが長年それは前進していない。  なお狩猟とは捕獲の一手段であり、捕獲とは「鳥獣を自己の実力支配内に入れようとする一切の方法を行うことをいい、鳥獣を現に自己の実力支配内に入れたか否かを問わない」 事を言う。ノネコは法に従った手法であれば罠等で捕獲できる。
野猫（ノネコ）は山野に自生するイエネコで、飼い猫と比べて広い縄張りを持つ。野猫は通常は人間からは全く餌を与えられず、野生のヤマネコ（山猫）と同様に、ネズミなどの小動物を獲って自生している。人里にはあまり近づかないが、まれに田畑などに住むノネズミなどを獲る姿が見られる。野猫は非常に警戒心が強く、人にはなつきにくい。しかし餌付けされて野良猫化したり、さらには飼い猫となることもある。

### 種としてのイエネコ
イエネコは従来、ネコ科ネコ属のネコという種 (Felis catus) とされてきたが、最近になって、ヨーロッパヤマネコ (Felis silvestris) の一亜種 (Felis silvestris catus) もしくはそれ以下の変種等とみなされるようになった。すなわち、野生化したイエネコである野猫と、本来的な野生動物であるヨーロッパヤマネコとは、亜種という区分においてのみ遺伝的に異なるグループである。従って、イエネコとその他のヨーロッパヤマネコとは交雑する。
ただし、日本に生息する対馬のツシマヤマネコ (Prionailurus bengalensis euptilura) 、および西表島のイリオモテヤマネコ (Prionailurus bengalensis iriomotensis)では、イエネコと交雑した例は見つかっていない。この両者は共にベンガルヤマネコ Prionailurus bengalensisの亜種であるが、ベンガルヤマネコの他の亜種では飼育下で交雑した例があり、それにより生まれた子猫がイエネコの品種の一つベンガルの基になったと言われる。
日本列島には縄文時代には野生のヤマネコ（オオヤマネコなど）も生息しており、狩猟対象であったと見られるが、それ以降の自然界に存在するネコ科の動物は、イリオモテヤマネコとツシマヤマネコだけであったが、例えば奄美大島では、畑や集落周辺には猛毒を持つハブが棲息しており、餌となるネズミを求めて人の生活圏にも出没する。そのため、ネコを放し飼いにしてネズミを獲らせ、ハブが近づかないようにした。このように人が持ち込んだネコが放し飼いにされ、自力で小動物を捕食して生きていけるようになったネコが「ノネコ」と言われる。

### 狩猟の対象として
鳥獣保護法では狩猟に関して定めがあり、狩猟してよい動物について環境省令で定められている。
ノネコは狩猟鳥獣で、他の狩猟鳥獣に同じく狩猟期間に狩猟免許を受けて狩猟者登録の上で許可区域において銃（装薬銃、空気銃）や罠（くくりわな、はこわな（かごわな）など）による狩猟をし、あるいは同期間に自由猟法により捕獲することが可能である。「狩猟期間以外、それからノイヌ、ノネコ以外の犬、ネコを狩猟すれば違反」であり、野良猫は狩猟鳥獣ではないため狩猟できない。狩猟のみならず目的を問わず非狩猟鳥獣は有害駆除等のための許可捕獲等、一部の例外を除き、捕獲そのものができない。狩猟とは捕獲した後の行為に関わらず捕獲する手段の一つを言い、狩猟鳥獣以外の鳥獣の捕獲は鳥獣保護法の罰則として八十三条に「一年以下の懲役又は百万円以下の罰金に処する」と定められている。しかし狩猟鳥獣の野猫と、非狩猟鳥獣の野良猫や放し飼いの飼い猫の相互の区別は個体だけでは困難で、首輪やマイクロチップの有無および、野山に住むか人の営みの中に住むかの差くらいしか判断基準がないが、人間がエサを与える等の関与があれば野良猫として扱われる場合がある。いずれの形態であっても猫は愛護動物に指定されており、みだりに殺したり、虐待することに関しては動愛法の罰則が適用される。以上のことから野猫を主要な狩猟対象として活動する者はほとんどいないとされる。
2023年2月11日に動画投稿サイトYouTubeにて男性が罠にかかったノネコを殺害し調理した動画が物議を醸した。本人は捕獲したものは「ノネコ」だと主張したようであり法令に基づいて行われた｢合法｣な活動と主張していた。2023年3月22日に動画を投稿した男性は動物愛護法違反の被疑事実で逮捕された。同法四十四条にある「愛護動物をみだりに殺し」に該当するものとも読み取れるが、動物愛護法の何条に違反であるのかは明確に報道されていない。後に処分保留で釈放され、不起訴となった。

## 野猫による影響
猫（ノネコに限らず種としてのイエネコ）は侵略的外来種として広く認知され、国際自然保護連合（IUCN）では、世界の侵略的外来種ワースト100に選定している。例えばオーストラリアでは、ネコが1年間に捕食する固有種は数十億匹にのぼることが判明している。ネコは同国における哺乳類34種の絶滅と、絶滅危惧種123種の個体数の減少の大きな原因となっている。
また、2009年のアメリカでは、人間の活動により死亡した鳥のうち、ネコによる捕食（1億1000万羽）が最も多かった。
なお、ネコは愛護動物でもあるため、駆除することへの反発も少数ながらみられる。

### 日本での対策
日本ではイエネコ全般でなく野猫に限定して、侵略的外来種のうちの「総合的に対策が必要な外来種」として、「防除、遺棄・導入・逸出防止等のための普及啓発など総合的に対策が必要」とされている。各地で飼育登録などを求める条例が制定され、飼い猫が人間の生活圏にいる「野良猫」になり、さらに「野猫」化しないよう、野良猫の不妊・去勢手術といった対策も行われている。
野猫が特に脅威とされているのは主に固有種や希少種の生息する島嶼部で、環境省はヤンバルクイナなどの希少動物が野猫に食害され、深刻な被害を与えるとして問題視している。
また、同じ島の中に希少種のヤマネコの生息している長崎県の対馬と沖縄県西表島では、野猫、野良猫からのツシマヤマネコやイリオモテヤマネコへの猫エイズや猫白血病などの感染が、人の活動による交通事故や好適生息地の消失と改変とともに、ヤマネコの生息を脅かす要因として懸念され、実際にツシマヤマネコでは、猫エイズの感染例が確認された。これに対し西表島では、野猫を捕獲したのちに里親を探し譲渡するという活動に取り組み、全頭譲渡成功という成果を達成している。
北海道の天売島では、捕獲された野猫をボランティアが馴化し、譲渡に繋げる取り組みが行われている。また天売島では猫の適正飼養を推進する条例が制定され、飼い猫へのマイクロチップの埋め込みと登録が義務化されている。
小笠原諸島では、島固有の生物を襲う野猫を殺処分せず、本土（東京都）の動物病院が馴化しながら飼い主を探す取り組みが行われている。
沖縄島では、猫によるヤンバルクイナやオキナワトゲネズミなどを襲う被害が確認され、その対策としてそれらの生息するやんばる地域において県によるノネコの捕獲事業が行われている。2023年にはノネコだけでなく全ての猫を対象にした管理計画案が、沖縄県、やんばる地域の3村及び環境省により策定された。
奄美大島でも、猫による希少な在来動物であるアマミノクロウサギやケナガネズミなどを襲う被害が発生し、在来生態系への影響が問題になっている。このため生態系保全の一環として、環境省・鹿児島県・奄美大島5市町村は、連携して野猫対策を実施している。具体的には、奄美市では2011年以来の飼い猫条例を改正し、2017年からはマイクロチップ装着を義務化し、飼い猫の明確化を進めている。2018年から環境省ではノネコの捕獲を開始している。同時に奄美大島5市町村で構成する「奄美大島ねこ対策協議会」では計画に基づき、環境省が捕獲した野猫の譲渡を希望する飼い主を募集している。なお、この計画に反対する一部の愛護団体のキャンペーンにより、奄美大島の対策は全国的に注目を集めた。
徳之島は奄美大島と同様にケナガネズミやトゲネズミ、アマミノクロウサギなど希少な動物が生息し、奄美大島や西表島と同時に世界自然遺産に登録されたが、この島でも猫による希少種の被害は深刻であり、猫の捕獲や、適正飼養のための条例制定、普及啓発活動が行われている。
ネコの排除にほぼ成功した小笠原諸島では、天敵のネコがいなくなったことで外来種のネズミが増え、食害により固有種の植物が数を減らす結果ともなった。天売島でもネコへの対策を始めてからドブネズミによる島民生活への被害が出始めたとして、因果関係は判明していないもののネズミへの対策も行われるようになった。このように、有害とされる野生動物の駆除・排除については生態系のバランスを保つ面からも注意が必要とされる。

## ネコとタヌキ
タヌキは哺乳綱 ネコ目(食肉目) ネコ亜目(裂脚亜目) (イヌ上科) イヌ科 タヌキ属であり、ネコ亜目 (ネコ上科) ネコ科 ネコ属であるイエネコとは、科の水準で異なるグループに属している。かつて中国ではネコに「狸」の字を当てており、日本でも、ネコやヤマネコと、それらと同様によく木に登るタヌキとの間に、古代から近世までは表記・イメージの混雑がしばしば見られた。
近世には中国の例に倣って、タヌキ (Nyctereutes procyonoides) を「野猫」と表記した書籍もあるが、後述するように、イヌ科のタヌキと（現在「野猫（のねこ）」と呼ばれる）野生のイエネコとはまったく別の生物である。
このように日本では近世まで、ネコとタヌキが表記上でしばしば混同した例がある。『和漢三才図会』などに記される「野猫」はタヌキのことであり、本項で述べるところの野猫とは、言うまでもなく別物である。